# Love from a Stranger
Love from a Stranger és una pel·lícula dramàtica britànica de 1937 dirigida per Rowland V. Lee i protagonitzada per Ann Harding, Basil Rathbone i Binnie Hale. Es basa en l'obra teatral homònima de 1936 de Frank Vosper. Al seu torn, l'obra es va basar en el conte curt Philomel Cottage de 1924, escrit per Agatha Christie. La pel·lícula es va refer el 1947 amb el mateix títol.
La pel·lícula va ser produïda per la independent Trafalgar Films a Denham Studios, a prop de Londres. També és conegut pel títol alternatiu A Night of Terror als Estats Units.

## Repartiment
- Ann Harding com a Carol Howard
- Basil Rathbone com a Gerald Lovell
- Binnie Hale com a Kate Meadows
- Bruce Seton com a Ronald Bruce
- Jean Cadell com a tia Lou
- Bryan Powley com a Doctor Gribble
- Joan Hickson com a Emmy
- Donald Calthrop com a Hobson
- Eugene Leahy com a Sr. Tuttle